# Виксова къща
Виксовата къща (на гръцки: Μέγαρο Βιξ, Οικία Βιξ) е историческа постройка в източномакедонския град Кавала, Гърция.

## Местоположение
Къщата е разположена в центъра на града, северно от Градския парк и веднага източно до Кавалското кметство.

## История
Къщата е построена около 1906 година от германския барон Адолф Викс като миниатюрна унгарска кула и я използва като резиденция и бизнес офис. През 1925 година е закупен от американска тютюнева компания. По-късно става собственост на компанията „Глен Табако Къмпани“, а след това и на наследниците на търговеца на тютюн Никос Петридис. В началото на XXI век принадлежи на дем Кавала и приютява някои от общинските услуги като Дирекцията за технически услуги и Дирекцията за планиране, развитие и цифрови услуги.

## Архитектура
Сградата има архитектурни прилики със сградата на кметството, със силно изразени готически черти. Готически черти са заострената арка, надпрозоречния корниз, декоративната конзола в основата (корбел), ориел прозореца.